# Albanischer Basketballverband
Der Albanische Basketballverband (albanisch Federata Shqiptare e Basketbollit) ist der offizielle nationale Basketball-Verband in Albanien. Er hat seinen Sitz in Tirana.

## Geschichte und Aufgaben
Der Verband wurde 1946 gegründet. Seit 1947 ist er Mitglied der Fédération Internationale de Basketball (FIBA). Präsident des Verbandes ist zur Zeit Avni Ponari. Der Verband ist außerdem für die Albanische Basketballnationalmannschaft der Herren und die Albanische Basketballnationalmannschaft der Damen verantwortlich. 
| Kriterium                                    | Anzahl |
| -------------------------------------------- | ------ |
| Registrierte Vereine                         | 37     |
| Lizenzierte weibliche Basketballspielerinnen | 591    |
| Lizenzierte männliche Basketballspieler      | 803    |
| Unlizenzierte Basketballspieler/innen        | 500    |

## Basketballnationaltrainer des Verbandes (Auswahl)
- Mark Dickel

- Erkand Karaj
- Antonis Konstadinides (Männer) (auch: Antonis Constadinides)
- Erdal Borova (Frauen)

## Basketballfunktionäre des Verbandes (Auswahl)
| Name        | von | bis |
| ----------- | --- | --- |
| Avni Ponari |     |     |

| Name           | von | bis |
| -------------- | --- | --- |
| Korab Llazani  |     |     |
| Franko Bushati |     |     |